# Rita Obižajeva
Rita Obižajeva (ur. 13 lipca 1988 w Rydze) – łotewska lekkoatletka specjalizująca się w skoku o tyczce.

## Osiągnięcia
- złoty medal Europejskiego Festiwalu Młodzieży (Lignano Sabbiadoro 2005)
- wielokrotna mistrzyni kraju

## Rekordy życiowe
- skok o tyczce – 3,95 (2005)
- skok o tyczce (hala) – 3,92 (2004)